# Gabriel Popoviciu
Gabriel Aurel „Puiu” Popoviciu (n. 13 decembrie 1959, București, România) este un afacerist controversat din România. În anul 2003, singurul an în care a fost inclus în „Top 300 Capital”, avea o avere estimată la cel puțin 100 de milioane de dolari americani.

## Familia și tinerețea
Este fiul profesorului universitar Aurel Popoviciu de la Facultatea de Medicină Veterinară din cadrul Universității de Științe Agronomice din București.
Este ginere al fostului demnitar comunist Ion Dincă
La începutul anilor 1980 s-a căsătorit cu Doina, fiica lui Ion Dincă, fost prim-vicepremier în „garda” ceaușistă din 1980 până în 1989.
Imediat după Revoluția de la 1989, Popoviciu a emigrat în Statele Unite ale Americii, stabilindu-se la New Jersey, însă după un timp a revenit în țară, pentru a dezvolta afaceri.

## Afaceri

### Primele afaceri în România, restaurante și francize
Revenit în România, a înființat compania "ComputerLand", împreună cu celălalt ginere al lui Ion Dincă, Nicolae Badea, acționar la FC Dinamo București. O altă afacere de început a lui Popoviciu a fost franciza Pizza Hut, rețea de restaurante cu afaceri de 10 milioane euro în anul 2008, lansată în 1994.
Prima unitate a fost cea din Dorobanți, iar în decembrie 2015 erau 18 astfel de restaurante.
Tot în regim de franciză, a adus în 1997 pe piața locală și lanțul de restaurante KFC, care în 2008 a avut afaceri de peste 40 milioane euro.
A deținut la început și franciza "IKEA" în România, prin magazinul IKEA din București. Începând cu anul 2010, IKEA România a devenit parte din IKEA Group, după 3 ani de operare sub franciză locală.

### Afaceri imobiliare și complexul Băneasa
Popoviciu este și al doilea proprietar de hoteluri din București (după George Copos), cele trei unități pe care le controlează: Howard Johnson Grand Plaza, Ramada Plaza și Ramada Park, înregistrând în anul 2008 venituri de aproximativ 28-29 milioane euro. Popoviciu a participat și la privatizarea societăților: Comaliment, Herăstrău, A.S.D. Miorița și Practic (fosta ICL Alimentara).
Controlează, alături de partenerul său de afaceri Radu Dimofte, cel mai important proiect imobiliar din București – mall-ul din Băneasa și proiectele de birouri și rezidențiale din zonă.
Valoarea totală a proiectului imobiliar "Băneasa" depășește 2 miliarde de euro.
Mai controlează clădiri și terenuri din București în zonele: Calea Victoriei, Dorobanți, Herăstrău sau Big Berceni.
Este promotor al celui mai mare proiect imobiliar din țară, „Băneasa Rezidențial”, care funcționează prin compania "Băneasa Investments" .
Proiectul este controversat datorită asocierii firmei cu Universitatea de Agronomie din București, care a pus la dispoziție terenul de 220 de hectare.
În martie 2009, a fost reținut la Direcția Națională Anticorupție, acuzat de complicitate la abuz în serviciu contra intereselor publice, acuzat că ar fi mituit conducerea Universității de Agronomie cu scopul de a primi spre folosință terenul pe care a dezvoltat complexul comercial Băneasa.
În același dosar a fost reținut și Cornel-Ilie Șerban (noul șef de atunci al DGIPI), acuzat de complicitate la favorizarea infractorului.
Petru Pitcovici, șeful Diviziei de Operațiuni din Direcția Generală Anticorupție, a fost de asemenea reținut, sub acuzația de favorizare a infractorului.
De asemenea, a mai fost reținut Alecu Ion Nicolae, fost rector al Universității de Științe Agronomice și Medicină Veterinară din București, sub acuzația de abuz în serviciu contra intereselor publice, cu consecințe deosebit de grave în formă continuată.
Puiu Popoviciu a fost judecat si condamnat penal definitiv pentru o pagubă adusă statului de 300 de milioane de euro prin afacerea "Băneasa". În timp ce judecarea cauzei era în desfășurare, Popoviciu a apelat la avocatul Hunter Biden, care l-a pus în legătură cu Louis Freeh, fost judecător și fost director FBI și la acea dată partener la o mare firmă de avocatură. Dintr-un schimb de e-mailuri extrase dintr-un laptop abandonat de Hunter Biden reiese că Freeh era dispus să intervină pe lângă conducerea DNA în favoarea lui Popoviciu. Nu este clar dacă acest lucru s-a întâmplat. Freeh a analizat cazul și a evidențiat câteva argumente pe care apărarea le-ar fi putut folosi în favoarea lui, dar Popoviciu a fost în cele din urmă condamnat la 7 ani de închisoare în 2 august 2017 la Înalta Curte de Casație și Justiție. Decizia era definitivă și condamnatul, aflat în Regatul Unit, s-a predat autorităților britanice la aproape două săptămâni mai târziu. Înalta Curte de Casație și Justiție a decis confiscarea definitivă a 224 de hectare din Băneasa pe care sunt construite: magazinul Ikea, mall-ul Băneasa și Ambasada SUA din România. Decizia a fost contestată, iar procesul se rejudecă la Curtea de Apel București. Popoviciu a rămas însă în Regatul Unit, și a contestat cu succes decizia de extrădare, Înalta Curte de Justiție din Regatul Unit hotărând că nu a avut parte de un proces corect, după ce avocații săi au argumentat că judecătorul care l-a condamnat în primă instanță este prieten cu Gigi Becali, un rival în afaceri al lui Popoviciu.. Decizia de extradare nu este definitiva, apelul declarat de CPS urmand sa fie judecata in data de 16 mai 2023.
În anul 2018 Popoviciu a chemat în judecată Statul Român la Tribunalul Arbitral de la Washington solicitând daune de 300 de milioane de dolari, pe motiv că nu a beneficiat de un proces echitabil. În martie 2022 pretentiile acestuia au fost respinse, fiind obligat la plata cheltuielilor de judecată în valoare de 4,1 milioane de dolari.
Gabriel Popoviciu este dat în urmărire de Poliția Română.